# Hege Riise
Hege Riise (* 18. Juli 1969 in Lørenskog) ist eine ehemalige norwegische Fußballspielerin und jetzige Fußballtrainerin. Die Mittelfeldspielerin war Spielführerin der A-Nationalmannschaft, für die sie von 1990 bis 2004 spielte. Mit 188 Länderspielen war sie bis zum 22. April 2009 europäische Rekordnationalspielerin, wurde dann von Birgit Prinz abgelöst.

## Karriere
1991 wurde Riise mit Norwegen Vizeeuropa- und Vizeweltmeister. 1993 wurde sie mit der norwegischen Auswahl Europameister. Zwei Jahre später gewann sie mit ihrem Team die Weltmeisterschaft. Mit fünf Toren war sie zweitbeste Torschützin und im Finale gegen Deutschland erzielte sie den Führungstreffer zum 2:0-Sieg. Daraufhin wurde sie als erste Frau Fußballer des Jahres in Norwegen. 1996 gewann sie beim ersten olympischen Fußballturnier der Frauen die Bronzemedaille. 2000 führte sie ihre Mannschaft zum Olympiasieg. Drei Jahre später wurde sie vom norwegischen Fußballverband zur besten norwegischen Fußballspielerin aller Zeiten gewählt.
Ihre Vereinslaufbahn beendete sie als Spielertrainerin bei Lillestrøm SK Kvinner. Von 2007 bis 2008 war sie hauptverantwortliche Trainerin bei Lillestrøm SK Kvinner und zudem Co-Trainerin der norwegischen U-19-Mannschaft. Zwischen 2009 und 2011 war sie Co-Trainerin von Pia Sundhage, der Trainerin der US-Frauennationalmannschaft. Von 2011 bis 2012 war sie als Sportdirektorin beim Lillestrøm SK Kvinner tätig, und seit Anfang 2013 ist sie Co-Trainerin von Even Pellerud der norwegischen Frauennationalmannschaft. 2021 betreute sie die englische Frauennationalmannschaft auf Interims-Basis.
Von 2021 bis 2022 war sie Trainerin der U19-Frauennationalmannschaft, die sie bei der U19-EM bis ins Finale führte, das gegen Spanien mit 1:2 verloren wurde.
Am 3. August 2022 wurde sie Trainerin der norwegischen Frauennationalmannschaft, die bei der EM 2022 wie vier Jahre zuvor in der Vorrunde ausgeschieden war. Am 1. September 2023 gab der norwegische Fußballverband (Norges Fotballforbund) den Rücktritt von Hege Riise als Nationaltrainerin bekannt.

## Erfolge
- Mit der Nationalmannschaft:
  - Weltmeisterin 1995
  - Europameisterin 1993
  - Olympiasiegerin 2000
- Mit Vereinsmannschaften:
  - Norwegischer Meister 1992
  - Pokalsieger und Meister in Japan 1996
  - Pokalsieger in Japan 1997
  - Norwegischer Meister 2000
  - US-amerikanische Meisterin 2002

## Auszeichnungen
- adidas Goldener Ball 1995
- Fußballer des Jahres in Norwegen 1995
- Beste norwegische Spielerin aller Zeiten 2003